# 変成岩
変成岩（へんせいがん、英: metamorphic rock）とは、既存の岩石が変成作用を受けてできた岩石のことである。変成岩の原岩は火成岩、堆積岩など種類は問わず、変成岩がさらに変成作用を受ける場合もある。
変成岩は、原岩になった岩石の種類と、受けた変成作用の性質により分類される。変成作用の主な要因は熱と圧力で、変成作用の種類により温度と圧力の条件が異なる。 

## 接触変成岩
接触変成岩（せっしょくへんせいがん、英: contact metamorphic rock）は、マグマの貫入に伴って、周囲の岩石がマグマからの熱により変成を受けてできる変成岩である。熱変成岩（ねつへんせいがん、英: thermal metamorphic rock）ともいう。通常は地殻の比較的浅い部分で起こる現象のことを指す場合が多く、圧力が低く温度の高い条件下で安定な鉱物が形成される。また、広域変成岩よりは変形を受けることが少ないため、方向性のある構造を持たないことが普通である。
- ホルンフェルス - 原岩は砂岩、泥岩、頁岩など。
- 結晶質石灰岩（大理石） - 原岩は石灰岩。
- 珪岩 - 原岩はチャート。
- スカルン - 原岩は石灰岩、苦灰岩。
- 直閃石菫青石岩
- グライゼン（英雲岩）

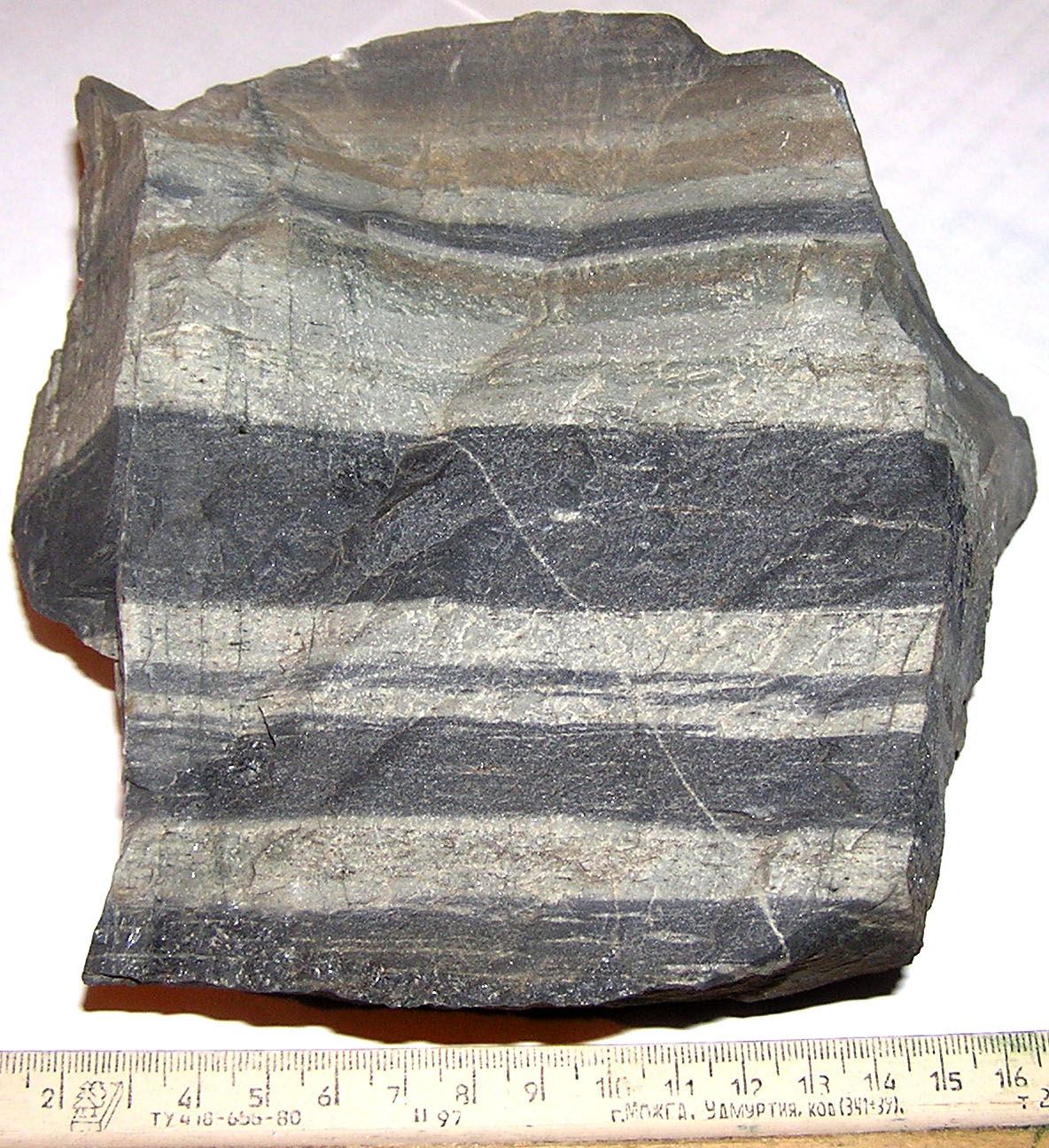
ホルンフェルス
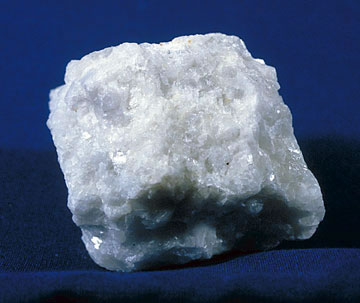
結晶質石灰岩
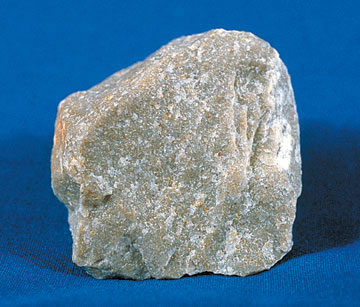
珪岩

## 広域変成岩
広域変成岩（こういきへんせいがん、英: regional metamorphic rock）は、源岩が地下深部で高温高圧下にさらされて形成される変成岩である。過去のプレート境界に関連して、同時期に一連の変成作用を受けた岩石が千km以上に渡って分布することもあるので、接触変成作用より広い範囲で起こる変成作用という意味合いで、広域変成作用という言葉が用いられる。広域変成岩は高温の条件下で剪断応力をうけることが多いので、片麻岩や結晶片岩のように縞状構造を持ったり、鉱物が特定方向に並んで成長するなど、岩石に方向性のある構造が見られることが普通である。
広域変成作用については、その温度・圧力条件、とりわけ温度圧力勾配により分類が行われる。すなわち圧力（深さ）のわりに温度の高い高温低圧型、圧力のわりに温度が低い低温高圧型、その中間の中圧型である。さらに低温高圧型のなかでも、コース石やダイヤモンドなどを産し、特に深部まで潜った岩石が上昇してきたものを超高圧変成岩とよぶ。このように温度圧力条件を重要視するのは、それが変成作用の起こった場を知る手掛りになるからである。たとえば、低温高圧型変成岩の多くは、沈み込むプレートおよびそれに引きずられて深部に潜った岩石が再び上昇してきたものであると考えられる。

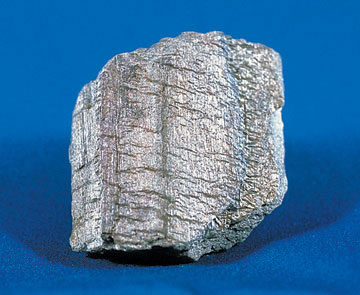
千枚岩
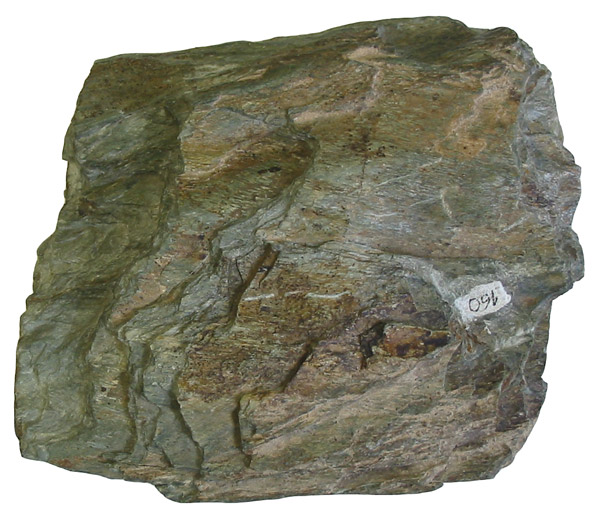
結晶片岩（片岩）
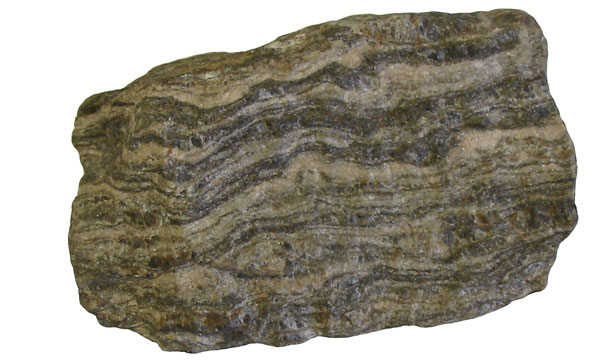
片麻岩
- ミグマタイト
- 角閃岩
- グラニュライト（白粒岩）
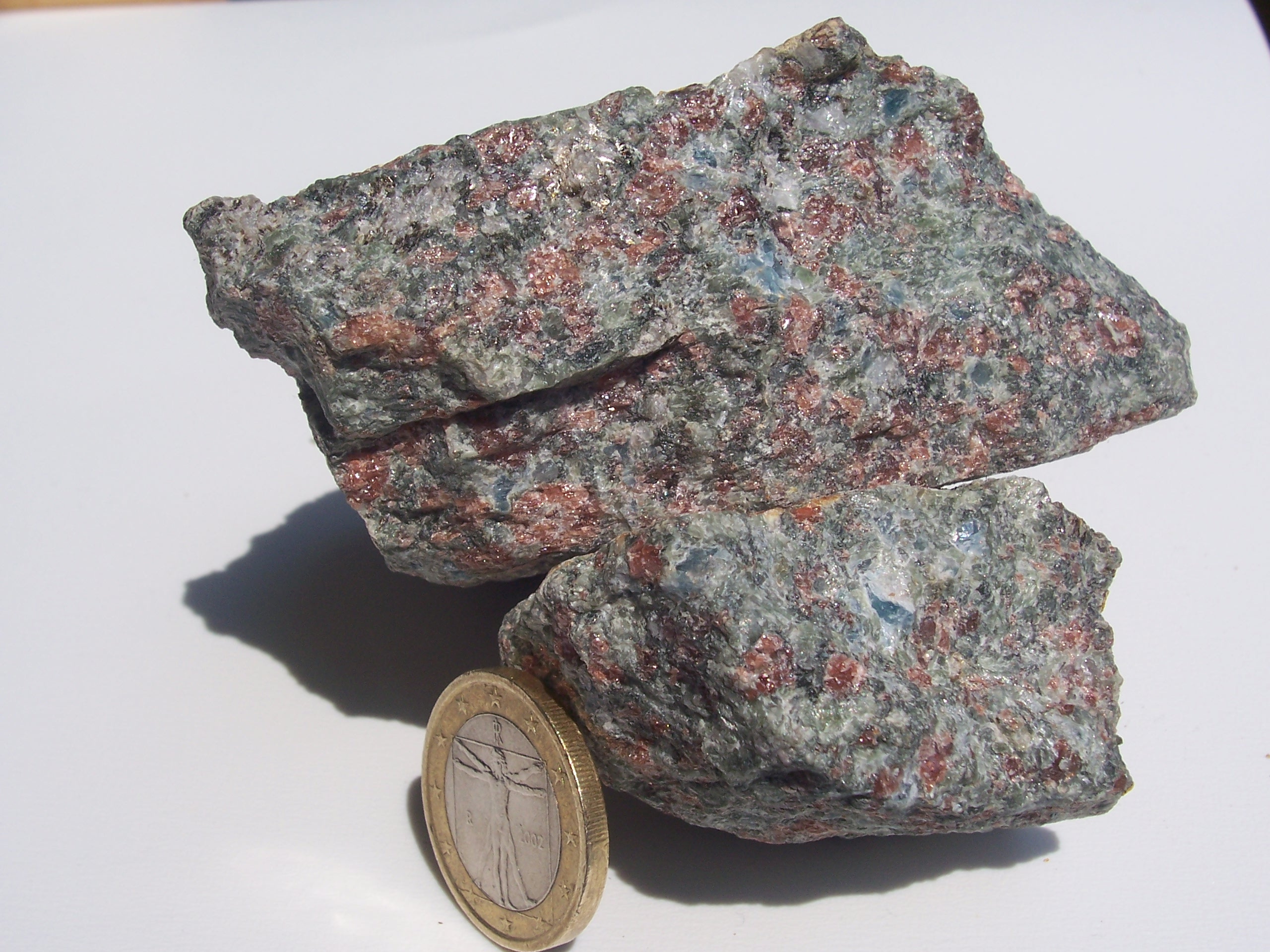
エクロジャイト（榴輝岩）

- 千枚岩
- 緑泥石片岩
- 片麻岩
- エクロジャイト

### 変成帯
広域変成作用はプレート境界において起こることが多く、しばしば帯状の分布域を持つ。そのようなものを広域変成帯という。
日本の代表的な広域変成帯
飛騨変成帯、三郡変成帯（蓮華変成帯、周防変成帯）、神居古潭変成帯、三波川変成帯、領家変成帯、阿武隈変成帯、日高変成帯

## 動力変成岩
断層運動に伴って、短時間岩石の温度や圧力が上昇したり、また変形を受けてできる岩石のことを動力変成岩（どうりょくへんせいがん、英: dynamic metamorphic rock）と呼ぶことがあるが、余り使われない用語である。さらに、過去において広域変成岩の結晶片岩などを動力変成岩と呼ぶこともあったので、その点でも注意を要する。
- マイロナイト（圧砕岩）
- 偽玄武岩はり

## 衝撃変成岩
衝撃変成岩（しょうげきへんせいがん）は、隕石の落下などによる局所的超高圧で生じた変成岩。
- シャッターコーン